# 北原隆
北原 隆（きたはら たかし、1936年2月13日 - ）は、日本の俳優。本名：坂下 政敬。
鹿児島県出身。青山学院大学英米文学部中退。
日活、松竹、大映、文学座を経て、東京俳優生活協同組合（俳協）に所属。俳協の創立メンバーの一人でもある。
父は日本エタニットパイプの元副社長だった坂下政治。

## 略歴
- 1954年に日活第一期ニューフェイスに合格、俳優デビュー[1]。1955年に松竹に移籍[1]。
- 刑事ドラマ『特別機動捜査隊』で共演した高島新太郎、滝川潤、松原光二と「フォア・ジャズメン」というユニットを結成し、レコードデビューを果たした時期もあった。
- 現在、劇団東俳東京校で、演技・映像の講師を受け持っている。

## 主な出演作品

### 映画

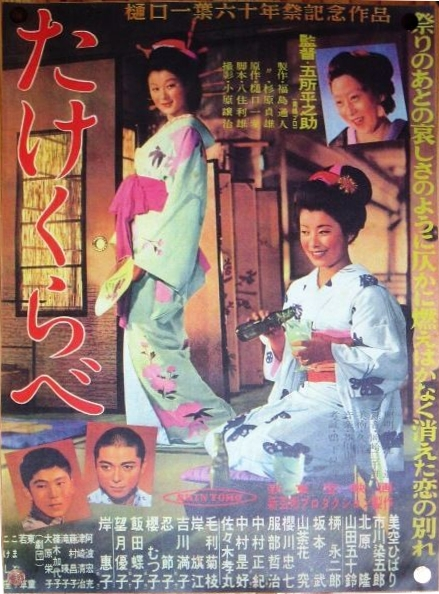
映画『たけくらべ』（1955年）のポスター。北原は下段左から2人目。共演は美空ひばり、市川染五郎（現・松本白鸚 (2代目)）ほか。

- 1954年 からたちの花（日活）- 北原隆吉
- 1955年 たけくらべ（新東宝）- 竜華寺の息子
- 1955年 薩摩飛脚シリーズ（東映）- 松村欽之助
  - 薩摩飛脚
  - 薩摩飛脚 完結篇
- 1955年 唄祭り 江戸っ子金さん捕物帖（新東宝）- 源太
- 1955年 美男お小姓 人斬り彦斎（日活）- 佐久間慶之助
- 1955年 猿飛佐助（日活）- 真田大助
- 1956年 或る夜ふたたび（松竹）- 山口敏夫
- 1956年 こぶしの花の咲く頃（松竹）- 原田章一
- 1956年 軍神山本元帥と連合艦隊（新東宝） - 河合四郎
- 1956年 検事とその妹（新東宝）- 秋本亮一
- 1957年 大江戸風雲絵巻 天の眼（松竹）- 由松
- 1957年 集金旅行（松竹）- 克三
- 1958年 女ざむらい只今参上（松竹）- 相模屋の庄吉
- 1958年 呪いの笛（松竹）- 源之助
- 1958年 忠臣蔵 暁の陣太鼓（松竹）- 溝口信濃守
- 1958年 七人若衆誕生（松竹）- 伊吹卯之助
- 1958年 帰って来た縁談（松竹）- 杉田医者（子）
- 1958年 野を駈ける少女（松竹）- 達爾（すえの孫）
- 1958年 煙突娘（松竹）- 山田利之
- 1959年 晴れて今宵は（松竹）- 工藤正志
- 1959年 新婚列車（松竹）- 河津明
- 1959年 決闘街（松竹）- 孝吉（桃子の兄）
- 1962年 風神雷神（大映）- 狭山新一郎
- 1962年 男と女の世の中（大映）- 夏木久雄
- 1963年 大学の纏持ち（大映）- 葛城
- 1964年 悶え（大映）- 星野
- 1976年 雪の詩（文映社）- 中原

### テレビドラマ
- 1956年 特ダネをにがすな！
- 1956年 東京の人（1956年 - 1957年）
- 1957年 忍術真田城
- ここに人あり
  - 1957年 第14話「夏草の花」
  - 1958年 第75話「赤いえんぴつ」
- 1957年 蛮茶物語（1957年 - 1958年）
- 1958年 兄弟喪春
- 1959年 花の家族（1959年 - 不明）
- 1959年 花詩集 第2話「からたちの花匂うころ」
- 1959年 母と子 第16話「うきくさ」
- 1959年 サラリーマン大学
- 1959年 チエミのかわら版太平記（1959年 - 1960年）
- 1959年 窓のうちそと 第11話「遺産」
- 1959年 ママちょっと来て（1959年 - 1963年）
- 1959年 青春レポート 第7話「来春卒業」
- 1959年 花のサラリーマン
- 1964年 特別機動捜査隊（1964年 - 1973年） - 森田刑事
  - 第266回「日曜日の死角」（1966年）※映像が現存する　
  - 第270回「太陽が昇る時」（1966年）※映像が現存する
- 1964年 別れて生きる時も
- 1967年 ウルトラマン
  - 第38話「宇宙船救助命令」- 宇宙局局員
- 1967年 野次馬がいく
  - 第9話「醒めろ!魂」
- 1968年 ウルトラセブン
  - 第20話「地震源Xを倒せ」- 榊助手／シャプレー星人の声
- 銭形平次
  - 1969年 第165話「満月の影」- 総三郎
  - 1972年 第304話「恋と十手」- 青柳新三郎
- 1971年 女徳
- 1976年 子連れ狼 第三部
  - 第26話「腕」
- 伝七捕物帳
- 1980年 ミラクルガール 第14話「恐怖の交換殺人」（12ch／東映）

放送時期不明
- 横丁日記
- ごめんあそばせ
- ピアス劇場
- プラネタリウム劇場
- 我が家の代表選手

### テレビアニメ
- 1965年 新宝島 - リプジー先生[3]

### 吹き替え
- 1967年 わが青春のマリアンヌ - ヴァンサン・ロランジェ（演：ピエール・ヴァネック）
- 1967年 追想 - ポール王子（演：イヴァン・デニ）
- 1968年 渚にて（テレビ朝日版）- ピーター・ホームズ少佐（演：アンソニー・パーキンス）
- 1968年 のっぽ物語 - レイ・ブレント（演：アンソニー・パーキンス）
- 1972年 バンドレロ
- 1974年 眼下の敵（フジテレビ版）- ウェア副長（演：デヴィッド・ヘディソン）
- 1976年 探偵キャノン（NHK版）
  - 第2シーズン 第19話「偽りの善意」（演：スビルト・マーチ）